# Tiếng Nyangumarta
Tiếng Nyangumarta là ngôn ngữ của người Nyangumarta sống phía nam và đông hồ Waukarlykarly, gồm Eighty Mile Beach, và một phần Great Sandy Desert nội địa gần Telfer, miền Tây Úc. Có thể có từ 211 đến 520 người bản ngữ tiếng Nyangumarta, cùng nhiều người nói phi bản ngữ nữa. Đây là ngôn ngữ bản địa chính ở Port Hedland.

## Phân loại
Tiếng Nyangumarta nằm trong nhóm ngôn ngữ Marrngu của ngữ hệ Pama–Nyungar. Nó có quan hệ gần với tiếng Mangarla và tiếng Karajarri, chia sẻ với nhau cả đặc điểm từ vựng và ngữ pháp.:5–9

## Phương ngữ
Tiếng Nyangumarta có hai phương ngữ: Ngurlipartu, nói ở phía nam, sâu trong đất liền, và Wanyarli, nói ở vùng ven biển phía bắc.:9–12

## Ngữ âm
Tiếng Nyangumarta có hệ thống âm vị điển hình cho ngôn ngữ bản địa Úc, với nhiều phụ âm nhưng ít nguyên âm.

### Phụ âm
Có 17 âm vị phụ âm trong tiếng Nyangumarta, trong đó năm cặp âm mũi và tắc tương ứng.:38
|           | Ngoại vi | Ngoại vi | Phiến lưỡi | Phiến lưỡi | Đầu lưỡi |
|           | Đôi môi  | Ngạc mềm | Chân răng  | Quặt lưỡi  | Vòm      |
| --------- | -------- | -------- | ---------- | ---------- | -------- |
| Tắc       | p        | k        | t          | ʈ          | c        |
| Mũi       | m        | ŋ        | n          | ɳ          | ɲ        |
| Cạnh lưỡi |          |          | l          | ɭ          | ʎ        |
| R         |          |          | ɾ          | ɻ          |          |
| Tiếp cận  | w        | w        |            |            | j        |

Tiếng Nyangmurta không phân biệt phụ âm vô thanh và hữu thanh.
Tha âm của phụ âm chủ yếu biến đổi về cách thức phát âm thay vì vị trí phát âm- ví dụ, âm tắc thường vô thanh ở đầu từ, hữu thanh khi ở giữa nguyên âm hay đứng sau âm mũi. Một số âm tắc có tha âm xát.:40–41

### Nguyên âm
Có ba âm vị nguyên âm trong tiếng Nyangmarta.:39–40
|      | Trước | Sau |
| ---- | ----- | --- |
| Đóng | i     | u   |
| Mở   | a     | a   |

Tiếng Nyangmurta không phân biệt về độ làm tròn hay độ dài.